# 世界経済外交大学
世界経済外交大学 (英語: University of World Economy and Diplomacy、ウズベク語: Jahon Iqtisodiyoti va Diplomatiya Universiteti) はウズベキスタンの首都タシュケントにある公立大学である。

## 概要
世界経済外交大学はウズベキスタン大統領のイスラム・カリモフによりウズベキスタンの将来の指導者を育成するための高等教育機関として1992年に創立された。
世界経済外交大学は公立の高等教育機関であり、大学名にあるとおり世界の経済や外交政策を学ぶための学科がある。
現在の学長はNodir Djumayevである。大学には国際連合のUNDPにより創設された情報リソースセンターがある。

## 学問
世界経済外交大学は総合教育システムへの移行を完了しており、大学の学位を取得するためのプログラムが5年、さらに修士号を得るためのプログラムが2年となっている。また、博士号に進む際には特定の分野において十分な奨学金を受けることができるようになっている。
国際関係、政治学、世界経済、法律といった科目は3つの学部で開講されている。大学には22の学科と8の研究センター、16人の教授、70人以上の博士号所持者、55人の准教授と87人のその他の大学教員が勤務している。
大学で与えられる学位は国際関係論と国際経済関係論、国際法の3つである。
また、世界経済外交大学では日本語講座が1995年に開設され、大学2年次より第二外国語として3年半の学習を行なっている。

## 主な卒業生
- ローラ・カリモヴァ
- ティムール・ダダバエフ

## エピソード
2004年、ウズベキスタン、タジキスタン、カザフスタン、キルギスの中央アジア4カ国を訪問した川口順子外務大臣が世界経済外交大学において政策スピーチを行い、日本の対中央アジア政策を表明した。これは後に「中央アジア+日本」対話へと発展することとなる。また、2008年には平岡邁在ウズベキスタン共和国日本国特命全権大使が「Japanese contemporary foreign policy strategy in Central Asia」と題した講演を行なっている。